# Friedrich G. G. Schmidt
Friedrich Georg Gottlob Schmidt (* 1868 in Untermagerbein im Nördlinger Ries; † 1945 in Eugene, Oregon) war ein deutsch-amerikanischer Sprach- und Literaturforscher.

## Leben
Schmidt besuchte die Lateinschule in Nördlingen und studierte an der Erlanger Universität, bevor er 1890 in die Vereinigten Staaten emigrierte und an der Johns Hopkins University in Baltimore promovierte. Während seines Studiums wurde er 1889 Mitglied der christlichen Studentenverbindung Uttenruthia Erlangen. 1896 erhielt er eine Professur für deutsche Sprache am Cornell College in Mount Vernon/Iowa. Ab 1897 hatte er den Lehrstuhl für neuere Sprachen an der University of Oregon in Eugene inne.
Schmidt verfasste zahlreiche wissenschaftliche Arbeiten zur Rieser Mundart, edierte mittelalterliche Handschriften aus der fürstlichen oettingen-wallersteinischen Bibliothek zu Maihingen sowie das Werk des Nördlinger Dichters Melchior Meyr. Goethes Faust übersetzte er für eine zweisprachige Ausgabe ins Englische.